# Albatross (film)
Albatross è un film del 2025 scritto e diretto da Giulio Base, incentrato sulla vita del giornalista e inviato di guerra Almerigo Grilz.

## Trama
Almerigo Grilz, giornalista e inviato di guerra indipendente (così come ama definirsi), decide, dopo anni di militanza politica all'interno prima del Fronte della Gioventù e poi del Movimento Sociale Italiano, di fondare l'agenzia di stampa "Albatross" insieme ai suoi amici Gian Micalessin e Fausto Biloslavo, spinto dalla sua grande passione nel conoscere il mondo e raccontarlo, convinto della necessità di documentare i conflitti ignorati nel Medio Oriente, in Asia e in Africa.

## Produzione
Il film è stato girato prevalentemente tra Trieste e Foggia e la sua provincia tra novembre e dicembre 2023.

## Distribuzione
Il film è stato distribuito nelle sale cinematografiche italiane da Eagle Pictures il 3 luglio 2025.

## Accoglienza
Il film si è rivelato un flop al botteghino con una media di 4 spettatori nelle 106 sale in cui è stato proiettato, nonostante le anteprime con il presidente del Senato Ignazio La Russa, la sorella del Presidente del Consiglio Arianna Meloni e del ministro della cultura Alessandro Giuli.